# 布尔嘎斯台郭勒
布尔嘎斯台郭勒也作宝日嘎斯台郭勒，位于中华人民共和国内蒙古自治区东部地区的一条内流河，属于乌拉盖河水系，发源于赤峰市阿鲁科尔沁旗西北端沙尔嘎东山（沙尔嘎浑迪），蜿蜒向西北流，经锡林郭勒盟西乌珠穆沁旗巴彦花镇罕乌拉嘎查、巴彦温都尔嘎查等地后，于西乌珠穆沁旗和东乌珠穆沁旗交界地带的巴嘎哈丹道包格塔拉附近消散。河长86.7千米，流域面积1167.61平方千米，河道平均比降2.39‰。干流两侧间断地有1千米左右宽的沼泽地，巴嘎哈丹道包格塔拉为一片沼泽地，以下无明显河床，为沙丘地貌，多湿地湖泊。大水时经下游湿地湖泊调节后汇入乌拉盖河。